# Felix Klaus
Felix Klaus (Osnabrück, 19 settembre 1992) è un calciatore tedesco, ala o centrocampista del Greuther Fürth.

## Statistiche

### Presenze e reti nei club
Statistiche aggiornate al 12 luglio 2018.
| Stagione              | Club                  | Campionato            | Campionato | Campionato | Coppe nazionali | Coppe nazionali | Coppe nazionali | Coppe continentali | Coppe continentali | Coppe continentali | Altre coppe | Altre coppe | Altre coppe | Totale | Totale |
| Stagione              | Club                  | Comp                  | Pres       | Reti       | Comp            | Pres            | Reti            | Comp               | Pres               | Reti               | Comp        | Pres        | Reti        | Pres   | Reti   |
| --------------------- | --------------------- | --------------------- | ---------- | ---------- | --------------- | --------------- | --------------- | ------------------ | ------------------ | ------------------ | ----------- | ----------- | ----------- | ------ | ------ |
| 2010-2011             | Greuther Fürth        | 2L                    | 18         | 2          | -               | -               | -               | -                  | -                  | -                  | -           | -           | -           | 18     | 2      |
| 2011-2012             | Greuther Fürth        | 2L                    | 20         | 2          | CG              | 2               | 0               | -                  | -                  | -                  | -           | -           | -           | 22     | 2      |
| 2012-2013             | Greuther Fürth        | BL                    | 24         | 2          | -               | -               | -               | -                  | -                  | -                  | -           | -           | -           | 24     | 2      |
| Totale Greuther Fürth | Totale Greuther Fürth | Totale Greuther Fürth | 62         | 6          |                 | 2               | 0               |                    |                    |                    |             |             |             | 64     | 6      |
| 2013-2014             | Friburgo              | BL                    | 21         | 5          | -               | -               | -               | UEL                | 1                  | 0                  | -           | -           | -           | 22     | 5      |
| 2014-2015             | Friburgo              | BL                    | 31         | 2          | CG              | 3               | 0               | -                  | -                  | -                  | -           | -           | -           | 34     | 2      |
| Totale Friburgo       | Totale Friburgo       | Totale Friburgo       | 52         | 7          |                 | 3               | 0               |                    | 1                  | 0                  |             |             |             | 56     | 7      |
| 2015-2016             | Hannover 96           | BL                    | 18         | 1          | CG              | 2               | 0               | -                  | -                  | -                  | -           | -           | -           | 20     | 1      |
| 2016-2017             | Hannover 96           | 2L                    | 30         | 6          | CG              | 3               | 3               | -                  | -                  | -                  | -           | -           | -           | 33     | 9      |
| 2017-2018             | Hannover 96           | BL                    | 28         | 4          | CG              | 1               | 0               | -                  | -                  | -                  | -           | -           | -           | 29     | 4      |
| Totale Hannover       | Totale Hannover       | Totale Hannover       | 76         | 11         |                 | 6               | 3               |                    | -                  | -                  |             |             |             | 82     | 14     |
| Totale carriera       | Totale carriera       | Totale carriera       | 190        | 24         |                 | 11              | 3               |                    | 1                  | 0                  |             |             |             | 202    | 27     |